# Jeleń i wilk
Jeleń i wilk (ros. Олень и Волк) – radziecki krótkometrażowy film animowany z 1950 roku w reżyserii Dmitrija Babiczenko. Film powstał na podstawie baśni estońskiego pisarza Augusta Jakobsona.

## Animatorzy
- Wiaczesław Kotionoczkin
- Władimir Arbekow
- Igor Podgorski
- Roman Dawydow
- Giennadij Filippow
- Nadieżda Priwałowa
- Jurij Prytkow
- Jelizawieta Kazancewa
- Michaił Botow
- Dmitrij Biełow

## Fabuła
Wiewiórka ostrzega inne zwierzęta przed niebezpieczeństwem czyhającym na nie ze strony wygłodniałego wilka. Ten chcąc się zemścić podkopuje drzewo, w którym wiewiórka ma swoją dziuplę. Na szczęście udaje się jej uciec, a drzewo spada wprost na złego Wilka. Przygnieciony drapieżnik prosi Jelenia o ratunek obiecując przy tym, że go nie pożre. Ten niczego nie podejrzewając uwalnia Wilka, który zaraz po tym chce go zjeść. Z pomocą przybywa niedźwiedź, który zamierza dać nauczkę Wilkowi.

## Wersja polska
Seria: Bajki rosyjskie (odc. 6)
W wersji polskiej udział wzięli:
- Beata Jankowska
- Cynthia Kaszyńska
- Ryszard Olesiński
- Włodzimierz Press jako Wilk
- Krzysztof Strużycki
- Monika Wierzbicka

I inni
Realizacja:
- Reżyseria: Stanisław Pieniak
- Dialogi: Stanisława Dziedziczak
- Opracowanie muzyczne: Janusz Tylman
- Dźwięk: Robert Mościcki, Jan Jakub Milęcki
- Montaż: Jolanta Nowaczewska
- Kierownictwo produkcji: Krystyna Dynarowska
- Opracowanie: Telewizyjne Studia Dźwięku – Warszawa
- Lektor: Krzysztof Strużycki